# Katja Galstjan
Katja Galstjan (armenisch Կատյա Գալստյան, englisch Katya Galstyan; * 1. Januar 1993 in Aschozk, Armenien) ist eine armenische Skilangläuferin.

## Werdegang
Galstjan belegte bei den nordischen Skiweltmeisterschaften 2013 im Val di Fiemme den 90. Platz im Sprint und den 89. Rang über 10 km Freistil. Bei den Olympischen Winterspielen 2014 in Sotschi erreichte sie den 64. Platz über 10 km klassisch. Im Februar 2015 errang sie bei den nordischen Skiweltmeisterschaften 2015 in Falun den 71. Platz im Sprint und den 70. Rang über 10 km Freistil. Bei ihrer dritten Teilnahme an nordischen Skiweltmeisterschaften im Februar 2017 in Lahti kam sie auf den 80. Platz im Sprint und auf den 71. Rang über 10 km klassisch. Bei den Olympischen Winterspielen 2018 in Pyeongchang lief sie auf den 72. Platz über 10 km Freistil. Im folgenden Jahr errang sie bei den nordischen Skiweltmeisterschaften in Seefeld in Tirol den 67. Platz über 10 km klassisch und den 56. Rang im Skiathlon. Ihr Debüt im Weltcup hatte sie im November 2019 in Ruka, das sie auf dem 92. Platz im Sprint beendete. Bei den nordischen Skiweltmeisterschaften 2021 in Oberstdorf lief sie auf den 62. Platz über 10 km Freistil sowie auf den 52. Rang im Skiathlon und bei den Olympischen Winterspielen 2022 in Peking auf den 80. Platz im Sprint sowie auf den 74. Rang über 10 km klassisch.
Bei armenischen Meisterschaften siegte Galstjan 2013 und 2014 über 10 km, 2018 und 2020 im Sprint, 2012 über 5 km klassisch und 2018 bis 2021 jeweils über 5 km Freistil und 5 km klassisch.